# ألان جيروم هوفمان
ألان جيروم هوفمان (بالإنجليزية: Alan Hoffman)‏ هو رياضياتي أمريكي، ولد في 30 مايو 1924 في نيويورك في الولايات المتحدة.